# MBDA MICA
MICA (franska: Missile d’interception et de combat aérien) är en fransk jaktrobot utvecklad av MBDA för att ersätta både R.550 Magic och Super 530. MICA har förmågan att upptäcka och låsa på mål även efter avfyrning. MICA finns även som luftvärnsrobot med beteckningen MICA-VL.

## Varianter
- MICA-IR jaktrobot med infraröd målsökare.
- MICA-RF jaktrobot med radarmålsökare.
- MICA-EM (electromagnetique) fransk beteckning på MICA-RF.
- MICA-VL luftvärnsrobot